# Artem Gomelko
Artem Gomelko (Zhodzina, 8 de dezembro de 1989) é um jogador de futebol bielorrusso, que joga na posição de goleiro, e atualmente defende o Slonim.
Gomelko fazia parte da equipe Belarus U21 que participou do Campeonato Europeu de Futebol Sub-21 de 2009 e Campeonato Europeu de Futebol Sub-21 de 2011, mas não jogou em quaisquer jogos, porque Pavel Chasnowski e Alyaksandr Hutar  foram selecionados como os goleiros de partida. Gomelko recebeu sua primeira convocação para a seleção principal de seu país em março 2011 para uma qualificatória para Euro 2012 contra a Albânia e um amistoso contra o Canadá, mas não fez uma aparição nestes jogos.
Ele fez sua estréia na Premier League russa no Lokomotiv Moscow em 22 de Junho de 2011, em um jogo contra o CSKA Moscou.